# Loxoconcha rubritincta
Loxoconcha rubritincta is een mosselkreeftjessoort uit de familie van de Loxoconchidae. De wetenschappelijke naam van de soort is voor het eerst geldig gepubliceerd in 1964 door Ruggieri.